# Station Mainz-Bischofsheim
Station Mainz-Bischofsheim is een spoorwegstation in de Duitse gemeente Bischofsheim.
Bischofsheim was tussen de twee wereldoorlogen een stadsdeel van Mainz; sindsdien is de naam van het station niet gewijzigd. 

## Treinverbindingen
De volgende treinseries stopten in 2011 in Mainz-Bischofsheim:

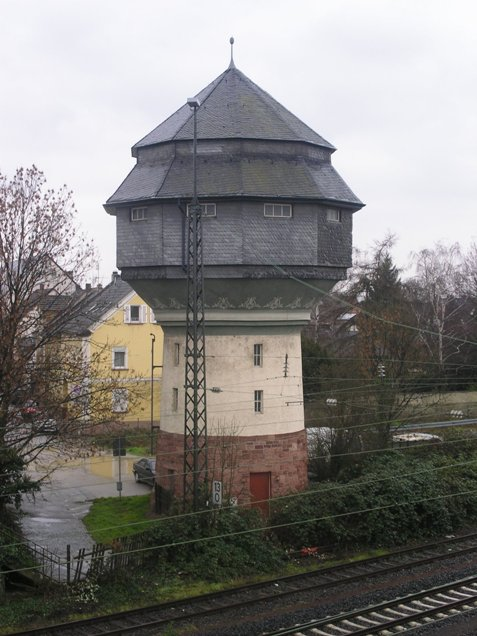
Watertoren bij het goederenvervoerstation

| Spoorlijn:                          | Treinsoort: | Route: | Bijzonderheden: |
| ----------------------------------- | ----------- | --- | --------------- |
| S-Bahn Rhein-Main                   | S8          | Wiesbaden Hbf - Mainz - Mainz-Bischofsheim - Luchthaven Frankfurt am Main - Frankfurt am Main - Offenbach am Main - Hanau v.v.                | 2× per uur      |
| S-Bahn Rhein-Main                   | S9          | Wiesbaden Hbf - Wiesbaden Ost - Mainz-Kastel - Mainz-Bischofsheim - Luchthaven Frankfurt am Main - Frankfurt am Main - Offenbach - Hanau v.v. | 2× per uur      |
| Spoorlijn Wiesbaden - Aschaffenburg | RB          | Wiesbaden Hbf - Mainz - Mainz-Bischofsheim - Groß-Gerau – Darmstadt - Aschaffenburg v.v.                                                      | 1x per uur      |
| Spoorlijn Mainz - Frankfurt         | RE          | Frankfurt Hbf - Luchthaven Frankfurt am Main - Mainz-Bischofsheim - Bingen – Koblenz/Bad Kreuznach v.v.                                       | 1x per uur      |